# Sandracottus angulifer
Sandracottus angulifer är en skalbaggsart som beskrevs av Heller 1934. Sandracottus angulifer ingår i släktet Sandracottus och familjen dykare. Inga underarter finns listade i Catalogue of Life.